# Ivo Pešák
Ivo Pešák, född 7 september 1944 i Jaroměř, Böhmen-Mähren, död 9 maj 2011 i Prag, var en tjeckisk sångare, dansare och komiker. Han är mest känd för sitt samarbete med Ivan Mládek i det kända Banjo Band, och delvis känd för sitt medverkande i videofenomenet Jožin z bažin.
Han var medlem i rock'n'rollbandet Rockec Ivo Pesaka. Pešák avled efter komplikationer vid en bypassoperation.